# کازویوری موچیزوکی
کازویوری موچیزوکی (انگلیسی: Kazuyori Mochizuki؛ زادهٔ ۲۰ نوامبر ۱۹۶۱) بازیکن فوتبال اهل ژاپن است.
از باشگاه‌هایی که در آن بازی کرده‌است می‌توان به باشگاه فوتبال سانفریس هیروشیما اشاره کرد.